# Élvis Vieira Araújo
Élvis Vieira Araújo (* 9. September 1990 in Janiópolis) ist ein brasilianischer Fußballspieler. Der Rechtsfuß spielt vorwiegend im offensiven Mittelfeld.

## Karriere
Élvis erhielt seine fußballerische Ausbildung beim Paraná Clube und Botafogo FR. 2011 versuchte er durch eine Verpflichtung bei Benfica Lissabon in Europa Fuß zu fassen. Hier konnte er sich aber nicht durchsetzen, so dass es nach zwei Jahren wieder zurück nach Brasilien ging.
Am 10. August 2016 wurde die Verpflichtung von Élvis durch den Figueirense FC bekannt. Dieser spielte in der Saison in der Série A. Zu Beginn der Saison 2017 erhielt Élvis einen Kontrakt über die Dauer der Staatsmeisterschaft bei Red Bull Brasil. Für die Austragung der Meisterschaftsrunde wechselte Élvis dann zum Clube de Regatas Brasil
Élvis kehrte nicht mehr zu América zurück, sondern wechselte Anfang 2018 zu Criciúma EC, für den er bereits 2016 auf Leihbasis spielte. Für die Saison 2019 wechselte Élvis zum Oeste FC. Hier bestritt er 50 Spiele, in denen er sechs Tore erzielte. Davon 33 Spiele in der Série B (3 Tore), zwei Spiele im Copa do Brasil 2019 (ein Tor) und 15 Spiele in der Staatsmeisterschaft von São Paulo (zwei Tore). Nach Abschluss der Série B im November wurde er wieder entlassen.
Für die Saison 2020 unterschrieb Élvis bei Cuiabá EC. Cuiabá wurde in der Série B 2020 Tabellenvierter und qualifizierte sich damit erstmals für die Teilnahme in der obersten Spielklasse für die Saison 2021. Hier steuerte er in 29 Spielen zwei Tore bei. Am 24. Oktober 2020 verlängerte Klub den Kontrakt mit ihm bis Dezember 2021.
Noch im Zuge der Austragung der Staatsmeisterschaften 2021 wechselte Élvis im April 2021 zum Goiás EC. Am Saisonende der Série B 2021 belegte der Klub den zweiten Platz und erreichte damit den Aufstieg in die Série A. Im Zuge des Wettbewerbs bestritt er 36 von 38 möglichen Spielen (vier Tore). In der Staatsmeisterschaft von Goiás 2022 war Élvis als Stammspieler gesetzt und kam auch nach Beginn der Série A 2022. Trotzdem wechselte wieder in der laufenden Saison. Im Juli kam zur AA Ponte Preta, wo er eine Liga tiefer in Série B 2022 antreten sollte. Der Kontrakt erhielt eine Laufzeit bis Jahresende 2023. Später erhielt er eine Verlängerung bis Jahresende 2024.

## Erfolge
Tombense
- Campeonato Brasileiro Série D: 2014

Botafogo
- Campeonato Brasileiro Série B: 2015

AA Ponte Preta
- Staatsmeisterschaft von São Paulo Série A2: 2023